# Tilsiter Realgymnasium
Das Tilsiter Realgymnasium war ein Realgymnasium in Tilsit, der nördlichsten Stadt des Deutschen Reichs. Neben der Königlichen Litthauischen Provinzialschule war es die wichtigste Schule in Preußisch Litauen.

## Geschichte
Die Gründung einer Realschule in Tilsit wurde 1838 beschlossen. Sie entsprach den wirtschaftlichen Interessen des gebildeten Bürgertums. Tilsit hatte im Jahre 1843 etwa 13.700 Einwohner. Die Schule war bis 1879 städtisch. Sie hatte zunächst vier Klassen mit fünf Lehrern. Die Schule in der Schulstraße wurde am 30. Oktober 1839 eröffnet. Sie hatte damals nur 32 Schüler in drei Jahrgangsstufen, Quinta, Quarta, Tertia. Schon im ersten Winterhalbjahr verdreifachte sich die Zahl der Schüler. Weitere Klassen wurden hinzugefügt, 1843 die Prima. Im Juli 1843 erhielt die Schule das Recht zur Reifeprüfung. Im Oktober 1843 verließ der erste Abiturient die Schule. Nach und nach wurde die Gleichberechtigung mit dem humanistischen Gymnasium erreicht. Dafür musste vermehrt Latein unterrichtet werden. Die  Abiturienten, später schon die Sekundaner, durften als Einjährig-Freiwillige in der Preußischen Armee dienen und Chirurgie oder Zahnheilkunde studieren. Die Fragen der Realschule wurden Gegenstand von Verhandlungen im  Provinziallandtag. Ein großer Fortschritt war 1860 die Höherstufung zur Realschule 1. Ordnung. Sie wurde 1879 in die Verwaltung des preußischen Staates übernommen und 1882 in ein Realgymnasium mit erweiterten Lehrplänen umbenannt. Damit erhielt sie den gleichen Rang wie die Provinzialschule. Wegen der Rivalität blieb Latein das meistbegünstigte Fach. 1882 sah der Wochenplan folgende Unterrichtsstunden vor: Latein 54 statt 44, Mathematik 44 statt 47, Geschichte und Geographie 30, Naturwissenschaften insgesamt 34, Französisch 34, Deutsch 27, Englisch 20, Religion 19. Hinzu kamen Schreiben, Zeichnen, Singen sowie zwei Turnstunden wöchentlich für jede der neun Klassen. Nicht wesentlich anders war der Lehrplan um 1910.

### Neubau
Das alte Haus in der Schulstraße war schon lange zu eng. Ein neues Haus wurde jenseits des Schlossmühlenteichs gebaut und am 3. April 1913 eingeweiht. Dieses Haus beherbergte fortan zwei miteinander verbundene Schulen: das Realgymnasium, das in ein Reformgymnasium umgewandelt wurde, und eine Oberrealschule. Beide Schulen fingen mit Französische Sp an, hatten bis Quarta den gleichen Lehrplan. Hierauf folgte auf Untertertia im Realgymnasium Latein, auf der Oberrealschule, die ganz auf Latein verzichtete, Englisch. Damit wurde dem alten Gymnasium eine deutliche Absage erteilt. Es wurde an Schülerzahlen überrundet. Im Jahre 1912 besuchten 55 % der Oberschüler die Realgymnasien und Oberrealschulen, 45 % die Gymnasien. In dieser Verfassung ging das Realgymnasium in den Ersten Weltkrieg. Viele Schüler fielen. Die Zwischenkriegszeit brachte weitere Einschnitte und Veränderungen. Die Jahresberichte in den Schulprogrammen sind nur zum Teil erhalten.

### Unterricht
Im selben Hause konkurrierten nun zwei Schultypen: Realgymnasium und Oberrealschule. Unter den Abiturienten überwogen bis 1929 die Realgymnasiasten. 1930 verließen je 20 Abiturienten das Realgymnasium und die Oberrealschule. Erstmals 1931 überwogen leicht die Oberrealschulabiturienten (26:24). In den Lehrplänen drangen die Naturwissenschaften überall vor. Die Oberrealschule war der Typ des Fortschritts, das Realgymnasium eine gute Vermittlung zwischen Altem und Neuem. Kennzeichnend waren die Sprachen. 1925 wurde Englisch erste Fremdsprache, Französisch folgte als zweite in Untertertia, und erst ab Untersekunda wurde im Realgymnasium Latein gelehrt. Bis Obertertia waren beide Schulen gleich. Die Oberrealschule gab den Ton an. Das politische Leben, auch schon vor 1914 nicht tot, wurde aktiviert. Im Zuge der Demokratisierung entstanden ein Elternbeirat und (sportliche) Schülervereine, darunter auch ein jüdischer. 1937 wurde die Schule in eine Oberschule für Jungen umbenannt.

### Ende
Im Sommer 1944 wurde der Unterricht eingestellt. Am 27. Juli brannte die Schule zum größten Teil aus. Zur Abwicklung der Verwaltung blieb der stellvertretende Direktor mit seiner Sekretärin bis zum 15. Oktober 1944 in der Ruine tätig. Tilsit lag damals bereits in der Hauptkampflinie. Jenseits der Memel stand die Rote Armee. Die Eroberung Tilsits 1945 besiegelte das Ende der Schule. Die überlebenden Schüler und Lehrer gründeten 1951 eine Traditionsgemeinschaft. Die Hebbelschule (Kiel) übernahm 1958 eine Patenschaft. Dort wurde im September 1989 die 150.
Gründungsfeier des Tilsiter Realgymnasiums begangen.

## Lehrer
- Otto Conditt (1810–1877), erster Direktor
- Louis Koch, zweiter Direktor (Amtszeit: 1. September 1865 bis Ende September 1888)
- Julius Ellinger
- Daniel Schillock
- Max Dangel, Direktor[2]
- Fritz Kerner, stellvertretender Direktor (bis 1939)
- Herbert Baumgärtner, Direktor

## Schüler
- Hermann Sudermann (1875)
- Otto Neumann-Hofer (1876)
- Oskar Mertins (1877)
- Curt Immisch
- Otto Gülstorff (1897)
- Georg Urdang (1901)
- Walter Haasler (1904)
- Georg Fritsch (1909)
- Erwin Bodky (1915)
- Kurt Forstreuter (1916)
- Peter Orlowski (1929)
- Hans-Peter Kosack (1931)
- Helmut Motekat (1938)
- Gerd Ribatis
- Hans Dzieran, Chronist Tilsits
- Friedrich Weber (* 1904), vielseitiger Sportler[3]

## Schriften
- Zu der ... abzuhaltenden öffentlichen Prüfung der Schüler der Höheren Bürgerschule zu Tilsit ladet ... ehrerbietigst und ergebenst ein der Rector,Tilsit : 1843/44(1844) - 1844/45(1845) Digitalisat
- Jahresschrift der Höheren Bürgerschule zu Tilsit : womit dieselbe zu der ... stattfindenden öffentlichen Prüfung ihrer Schüler ehrerbietigst und ergebenst einladet,Tilsit : 1845/46(1846) Digitalisat
- Jahresbericht der Höheren Bürgerschule zu Tilsit : von ... bis dahin ..., womit zur öffentlichen Prüfung ... ehrerbietigst und ergebenst einladet der Direktor. Tilsit : [s.n.], 1846/47(1847) - 1848/49(1849) Digitalisat
- Jahresbericht der Real- und Höhern Bürgerschule zu Tilsit : von ... bis dahin, womit zur öffentlichen Prüfung ... ehrerbietigst und ergebenst einladet der Oberlehrer ..., Tilsit : 1849/50(1850) - 1857/58(1858) Digitalisat
- Otto Ferdinand Leopold Conditt: Die Einweihungsfeier für die Real- und höhere Bürgerschule zu Tilsit neu erbauten Hauses am 26. September 1850. Tilsit 1851. Digitalisat
- Jahresprogramm der Real- und Höheren Bürgerschule zu Tilsit : zu der öffentlichen Prüfung aller Classen und den Versuchen der Schüler im Vortrage und Gesange, welche ... gehalten werden sollen, sowie zu der damit verbundenen Ausstellung der Zeichnungen ladet ... ganz ergebenst ein der Director,Tilsit, 17.1858/59(1859) Digitalisat
- Jahresprogramm der Realschule zu Tilsit : zu der öffentlichen Prüfung aller Classen und den Versuchen der Schüler im Vortrage und Gesange, welche ... gehalten werden sollen, sowie zu der damit verbundenen Ausstellung der Zeichnungen ladet ... ganz ergebenst ein der Director, Tilsit, 18.1859/60(1860) Digitalisat
- Jahresprogramm der Realschule Erster Ordnung zu Tilsit : zu der öffentlichen Prüfung aller Classen und den Versuchen der Schüler im Vortrage und Gesange, welche ... gehalten werden sollen, sowie zu der damit verbundenen Ausstellung der Zeichnungen ladet ... ganz ergebenst ein der Director,Tilsit : 19.1860/61(1861) Digitalisat
- Robert Tagmann: Lehrplan für die städtische Realschule erster Ordung zu Tilsit. 1862 Digitalisat
- Jahresprogramm der Städtischen Realschule Erster Ordnung zu Tilsit : zu der öffentlichen Prüfung aller Klassen, den Versuchen der Schüler im Vortrage und Gesange und der Entlassung der Abiturienten ..., sowie der damit verbundenen Ausstellung der Zeichnungen ladet ... ganz ergebenst ein der Director. Tilsit : 20.1862 - 21.1863; 22.1866 - 35.1878/79(1879) Digitalisat
- Jahresprogramm : zu der öffentlichen Prüfung aller Klassen, den Versuchen der Schüler im Vortrage und Gesange und der Entlassung der Abiturienten, 1884–1888 Digitalisat
- Programm des Königlichen Realgymnasiums zu Tilsit : mit welchem zu der öffentlichen Prüfung seiner Schüler ... ergebenst einladet,Tilsit, 1888/89(1889) - 1891/92(1892) Digitalisat
- Emil Knaake: Geschichte des Königlichen Realgymnasiums zu Tilsit von 1839 - 1889 : Festschrift zur 50jährigen Jubelfeier der Austalt,Tilsit : Manderode, 1889 Digitalisat
- Max Dangel: Bericht über die Feier des fünfzigjährigen Jubiläums der Anstalt,1890 Digitalisat
- Jahresbericht des Königlichen Realgymnasiums (in Umwandlung zum Reform-Realgymnasium) in Tilsit : über das Schuljahr von Ostern ... bis Ostern ..., Tilsit : 1892/93(1893) - 1910/11(1911) Digitalisat
- Jahresbericht : über das Schuljahr von Ostern ... bis Ostern ..., Tilsit : 1913/14(1914) - 1914/15(1915) Digitalisat